# Thaddée Ntihinyurwa
Thaddée Ntihinyurwa, né le 25 septembre 1942 à Kibeho au Rwanda, est un évêque catholique rwandais, archevêque de Kigali de 1996 à 2018. 
Ordonné prêtre le 11 juillet 1971, il est évêque de Cyangugu de 1981 à 1996, puis archevêque de Kigali, succédant à Vincent Nsengiyumva, qui avait été assassiné en juin 1994, au cours du génocide rwandais. Entre 1999 et 2003, il est président de la Conférence épiscopale du Rwanda. 
Le 2 octobre 2015, soit deux jours avant l'ouverture du second synode sur la famille, il ouvre officiellement la cause en canonisation de Cyprien et Daphrose Rugamba, eux aussi assassinés lors du génocide.
Le pape François accepte sa démission, présentée pour raison d'âge, le 19 novembre 2018. 